# Xã Washington, Quận Daviess, Indiana
Xã Washington (tiếng Anh: Washington Township) là một xã thuộc quận Daviess, tiểu bang Indiana, Hoa Kỳ. Năm 2010, dân số của xã này là 15.534 người.